# Gajówka Maziarze (SIMC 0623008)
Gajówka Maziarze – osada leśna w Polsce położona w województwie mazowieckim, w powiecie radomskim, w gminie Iłża.
W latach 1975–1998 miejscowość administracyjnie należała do województwa radomskiego.

## Osady leśne o nazwie Gajówka Maziarze w gminie Iłża
W gminie Iłża istnieją dwie miejscowości podstawowe typu osada leśna o nazwie Gajówka Maziarze. Niniejszy artykuł dotyczy osady leśnej, która posiada identyfikator SIMC 0623008. Drugą z nich jest osada leśna Gajówka Maziarze, która posiada identyfikator SIMC 0623296.